# 圣士提反 (南卡罗来纳州)
圣士提反（英文：St. Stephen），是美国南卡罗来纳州下属的一座城市。城市类型是“Town”。其面积大约为1.74平方英里（4.5平方公里）。根据2010年美国人口普查，该市有人口1,697人，人口密度约为每平方 英里975.85人（约合每平方公里376.79人）。